# Ама (Бергамо)
Ама је насеље у Италији у округу Бергамо, региону Ломбардија.
Према процени из 2011. у насељу је живело 94 становника. Насеље се налази на надморској висини од 915 м.